# Tania Faúndez
Tania Faúndez (Santiago, 24 de febrero de 1983) es una académica, actriz e investigadora chilena especialista en dramaturgia de la guerray teatro aplicado a la educación.Es doctora en Estudios Teatrales. Además, es experta en difusión científicaa través de las artes visuales y la artesanía. Actualmente, es profesora de la Facultad de Educación y Humanidades de la Universidad del Bío-Bío. En enero de 2024 fue reconocida como investigadora destacada de la Región de Ñuble por organismos estatales.

## Biografía
Tania Faúndez nació en 1983 en Santiago de Chile, donde realizó sus estudios secundarios en el Liceo 7 Luisa Saavedra de González. 
Es actriz de la Universidad de Chile, grado que obtuvo tras realizar una investigación sobre el artista chileno Alberto Kurapel.Realizó un Máster en Estudios Teatrales organizado por la Universidad Autónoma de Barcelona, Universidad Pompeu Fabra, Universidad Politécnica de Catalunya y el Institut de Teatre. 
Tiene un doctorado en Estudios Teatrales dictado por la Facultad de Filosofía y Letras de la Universidad Autónoma de Barcelona. Su tesis de doctorado se centró en estudiar la guerra en la dramaturgia chilena, proyecto que fue dirigido por el destacado académico catalán Francesc Foguet i Boreu.

## Carrera profesional

### Academia
Es académica del Departamento de Artes y Letras de la Facultad de Educación y Humanidades de la Universidad del Bío-Bío. Ha participado en diversos proyectos de investigación artística transdisciplinar.Forma parte de la Red Internacional en Estudios Teatrales Latinoamericana y Europea (RIITLE). 

### Activismo
Es presidenta del Sindicato de Actores y Actrices de Chile, filial Ñuble, organización que vela por los derechos laborales y artísticos de actrices y actores de las artes escénicas. Además, es secretaria general de la Sociedad de Socorros Mutuos Protección de la Mujer, organización que lucha por los derechos de mujeres vulnerables en temas como alfabetización y reducción de la violencia de género.

### Divulgación científica
Sus trabajos destacados en materia de divulgación incluyen: Atracciones I Atracciones II, y Seamos Comunidad. Ha realizado charlas educativas en establecimientos educacionales rurales, actividades enfocadas en el trabajo transdisciplinar de Ciencias y Artes. 

## Reconocimientos
En enero de 2024 fue distinguida como investigadora destacada de la Región de Ñuble, reconocimiento otorgado por la Seremi de Ciencia, Tecnología, Conocimiento e Innovación y la Seremi de la Mujer y la Equidad de Género.

## Publicaciones

### Libros
- Faúndez, Tania (2024). La violencia de estado en Trewa. Estado-Nacióno el espectro de la traición (2019).
- Faúndez, Tania; Faúndez, Rodrigo (2024). Arte, Creación y Emoción. El espacio doméstico como escenario didáctico.. Violeta Ediciones.
- Faúndez, Tania (2014). La guerra en la dramaturgia chilena.
- Faúndez, Tania (2008). Alberto Kurapel—una" neo" vanguardia latinoamericana.

### Publicaciones
Nota: Esta es una lista de los trabajos destacados de la investigadora; para revisar más información, revise el perfil de la investigadora en Google Scholar.
- Faúndez, Tania (2008). «El teatro performance de Alberto Kurapel. Acercamiento critico». Gestos 29 (58): 193.
- Faúndez, Tania (2020). «Dulcinea encadenada: una recreación teatral cervantina latinoamericana». Hipogrifo: 915-924.
- Faúndez, Tania (2015). «Los Millonarios. El retorno del con-flicto mapuche y los antagonismos sociales». Apuntes de Teatro (140): 161-170.

### Proyectos
- (2021) Inserción en la academia.[12]
- (2023) Atracciones:I Encuentro de Artes Visuales, Artesanía y Ciencia en la región de Ñuble.[9]
- (2024) Atracciones II Encuentro de Artes Visuales, Artesanía y Ciencia en la región de Ñuble.[4]

## Teatro
| Año  | Obra            | Rol    |
| ---- | --------------- | ------ |
| 2006 | Hansel & Gretel | Actriz |
| 2007 | Dolores         | Actriz |

## Filmografía
| Año  | Obra                 | Rol    |
| ---- | -------------------- | ------ |
| 2022 | Plato de agua        | Actriz |
| 2023 | Amárrate a Salamanca | Actriz |

## Exposiciones
- Sala Laboratorio escénico Victor Jara, Facultad de Educación y Humanidades de la Universidad del Bío-Bío. [16]
- Atracciones: I Encuentro entre Artes Visuales, Artesanía y Ciencias en la región de Ñuble.[17][18]